# Éditions Anacaona
Les Éditions Anacaona sont une maison d'édition française, fondée en 2009 à Paris, par Paula Anacaona.
Ses quatre collections regroupent des romans, des essais sur le féminisme et l’antiracisme, et des livres jeunesse, tous signés par des auteurs brésiliens.

## Historique
Paula Anacaona, fondatrice des Éditions Anacaona, est éditrice, traductrice et autrice.
Elle commence son activité d'éditrice en 2009 et se spécialise en littérature brésilienne, considérant que celle-ci est méconnue en France.
Le premier titre publié des éditions Anacaona est le Manuel pratique de la haine, de Ferréz, roman de fiction ancré dans le monde du crime des favelas de São Paulo.
En 2017, la Fondation Calouste Gulbenkian a décerné une mention spéciale "encouragement à la traduction de la littérature afro-brésilienne" pour la traduction en français de Banzo, mémoires de la favela, de l'autrice brésilienne Conceição Evaristo.

## Ligne éditoriale et engagements
La maison d’édition Anacaona ne publie que des auteurs brésiliens et se positionne comme une véritable médiatrice de la question noire brésilienne dans la francophonie,. Des autrices comme Djamila Ribeiro et Conceição Evaristo y sont publiées.
Si, à ses débuts, la maison d’édition était axée sur la publication de romans, les essais féministes publiés à partir de 2019 dans la collection Época occupent désormais une place importante dans son offre.
La diffusion des éditions Anacaona se fait avec des librairies partenaires et engagées, mais aussi à travers de nombreuses rencontres en partenariat avec des associations, et d’autres activités autour des œuvres ou des auteurs publiés.

## Collections

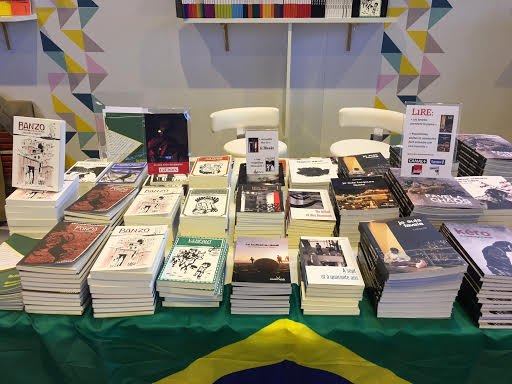
Exposition de livres publiés par les Editions Anacaona, toutes collections confondues.

Les trois collections (Urbana, Terra et Época) sont représentatives des principaux courants littéraires actuels. A celles-ci s’ajoute la collection Anacaona Junior.
- Collection Terra : Romans ancrés dans les grands espaces ruraux du Brésil et traitant de l’héritage de l’esclavage.
- Collection Urbana : Romans traitant d’histoires urbaines et contemporaines, notamment dans l’univers des favelas brésiliennes.
- Collection Época : Essais politiques et sociologiques explorant les questions théoriques décoloniales et féministes.
- Anacaona Junior : Livres jeunesse traduits d'auteurs brésiliens.